# Гундвіль
Гундвіль (нім. Hundwil) — громада  в Швейцарії в кантоні Аппенцелль-Ауссерроден, округ Гінтерланд.

## Географія
Громада розташована на відстані близько 150 км на схід від Берна, 4 км на південний схід від Герізау.
Гундвіль має площу 24,1 км², з яких на 3,5% дозволяється будівництво (житлове та будівництво доріг), 58,3% використовуються в сільськогосподарських цілях, 31% зайнято лісами, 7,2% не є продуктивними (річки, льодовики або гори).

## Демографія
2019 року в громаді мешкало 967 осіб (-0,1% порівняно з 2010 роком), іноземців було 5,3%. Густота населення становила 40 осіб/км².
За віковим діапазоном населення розподілялося таким чином: 26,4% — особи молодші 20 років, 59,2% — особи у віці 20—64 років, 14,5% — особи у віці 65 років та старші. Було 351 помешкань (у середньому 2,7 особи в помешканні).
Із загальної кількості 513 працюючих 126 було зайнятих в первинному секторі, 48 — в обробній промисловості, 339 — в галузі послуг.